# نيكولاس ليندساي
نيكولاس ليندساي (3 سبتمبر 1992 ببرامبتون في كندا - ) هو لاعب كرة قدم كندي في مركز الهجوم. شارك مع منتخب كندا تحت 20 سنة لكرة القدم. أما مع النوادي، فقد لعب مع نادي تورونتو.

## روابط خارجية
- نيكولاس ليندساي على موقع الدوري الأمريكي (الإنجليزية)
- نيكولاس ليندساي على موقع قاعدة بيانات كرة القدم.إي يو (الإنجليزية)